# Ahlbach (Flammersfeld)
Ahlbach ist Ortsteil der Ortsgemeinde Flammersfeld im Landkreis Altenkirchen (Westerwald) in Rheinland-Pfalz. Bis 1939 war Ahlbach eine eigenständige Gemeinde.

## Geographie
Die Ortsgemeinde Flammersfeld liegt im Westerwald zwischen Altenkirchen und Willroth.
Ahlbach ist neben Hoben einer von zwei Ortsteilen von Flammersfeld.